# Premium 1993–2003
Premium 1993–2003 je kompilační album české hudební skupiny Chinaski, vydané v roce 2003. Obsahuje největší hity skupiny a 3 nové písně („Možná“, „Láska a jiná násilí“ a „1970“ – kapelou nazývaná „Husákovy děti“).

## Seznam písní
1. 1970
2. Možná
3. Láska a jiná násilí
4. Láskopad
5. Dobrák od kosti
6. Můj svět
7. Klára
8. Strojvůdce
9. Drobná paralela
10. Rádio Bubeneč
11. 1. Signální
12. Kutil
13. Není to můj případ
14. Jaxe
15. Stejně jako já
16. Vinohradská č.p. 90
17. Dlouhej kouř
18. Pojď si lehnout
19. Podléhám
20. Punčocháče
21. Vinárna u Valdštejna